# NGC 845
NGC 845 (również PGC 8438 lub UGC 1695) – galaktyka spiralna (Sb), znajdująca się w gwiazdozbiorze Andromedy. Odkrył ją John Herschel w październiku 1828 roku.